# Agapetus aliceae
Agapetus aliceae är en nattsländeart som beskrevs av Arturs Neboiss och Lazar Botosaneanu 1988. Agapetus aliceae ingår i släktet Agapetus och familjen stenhusnattsländor. Inga underarter finns listade i Catalogue of Life.